# 今川徳三
今川 徳三（いまがわ とくぞう、1919年3月27日 - 2020年9月16日）は、日本の作家。

## 人物・来歴
山梨県生まれ。本名・徳蔵。青年学校卒。子母沢寛に師事。新選組、侠客、山梨県関係について、小説、考証などを執筆した。

## 著書
- 『甲州侠客伝』子母沢寛編 人物往来社 1968
- 『日本侠客100選』秋田書店 1971
- 『考証天保水滸伝』新人物往来社 1972
- 『江戸時代無宿人の生活』雄山閣出版 生活史叢書　1973
- 『考証幕末侠客伝』秋田書店 1973
- 『近藤勇』新人物往来社 1973
- 『考証・沖田総司』新人物往来社 1974
- 『八州廻りと代官』1974 雄山閣歴史選書
- 『八丈島流人帳』毎日新聞社 1978
- 『万延水滸伝』毎日新聞社 1978
- 『八丈流人犯科帳』毎日新聞社 1979
- 『八丈流人赦免花』毎日新聞社 1981
- 『東海遊侠伝 次郎長一代記』教育社 1982
- 『孫子の旗武田信玄』全4巻 叢文社 1987
- 『武田の軍略 信玄とブレーンたち』教育社 1987
- 『真説山本勘介 勘介実在論争に決着!!』鷹書房 1988 「実録・山本勘助』河出文庫
- 『幕末を駆け抜けた男たち 新選組誠忠録』教育書籍 1988 「実録沖田総司と新選組」PHP文庫
- 『夢は飽くなきものに候 春日局と将軍家光』教育書籍 1988
- 『近藤勇と新選組 続幕末を駆け抜けた男たち』教育書籍 1989
- 『新・日本侠客100選』秋田書店 新100選シリーズ　1990
- 『武田信玄ブレーンと人材の活用 戦国武将の経営戦略』立風書房 1990
- 『戦国・江戸かわら版』東洋書院 1994
- 『「鬼平」の江戸』教育書籍 1995 のち中公文庫
- 『平蔵組、走る 鬼平とその時代』河出書房新社 1997 「長谷川平蔵仕置帳」中公文庫
- 『活人剣山岡鉄舟』叢文社 2002
- 『隠密同心』叢文社 2004

### 編著
- 『写真集明治大正昭和山梨 ふるさとの想い出283』国書刊行会 1984
- 『紅蓮の翼 異彩時代小説秀作撰』叢文社 2007

## 参考
- 紀伊国屋書店Bookweb
- 『文藝年鑑2007』新潮社